# Dalton Schultz
Dalton Chase Schultz (Sandy, 11 luglio 1996) è un giocatore di football americano statunitense che milita nel ruolo di tight end per gli Houston Texans della National Football League (NFL).

## Carriera

### Dallas Cowboys

#### Stagione 2018
Schultz fu scelto dai Dallas Cowboys nel corso del quarto giro (137º assoluto) del Draft NFL 2018, per migliorare il reparto dei tight end dopo i ritiri a sorpresa di Jason Witten e James Hanna. Iniziò la stagione al terzo posto nelle gerarchie della squadra dietro a Geoff Swaim e Blake Jarwin.
Dopo che Swain si infortunò nella settimana 11, Schultz superò Jarwin e fu schierato come titolare, venendo utilizzato principalmente sui blocchi. Partì come titolare in sette gare su undici ed entrambe le gare di playoff, facendo registrare 12 ricezioni per 116 yard e contribuendo a fare guidare al running back Ezekiel Elliott la NFL in yard corse.

#### Stagione 2019
Dopo che Swaim lasciò la squadra come free agent, Witten fece ritorno nel football professionistico dopo un anno a commentare il Monday Night Football, tenendo Schultz come terzo tight end. Disputò 16 partite, facendo registrare una ricezione per 6 yard e ritornando un kickoff per 5 yard.

#### Stagione 2020
Il 17 marzo 2020 fu annunciato che Witten avrebbe lasciato i Cowboys per firmare con i Las Vegas Raiders, aprendo le porte a Schultz per competere per il ruolo di prima riserva di Blake Jarwin. Dopo che quest'ultimo si ruppe il legamento crociato anteriore nel primo turno contro i Los Angeles Rams, Schultz divenne il titolare.
Nella settimana 2 contro gli Atlanta Falcons, Schultz ricevette 9 passaggi per 88 yard e segnò il suo primo touchdown nella vittoria in rimonta per 40–39. Schultz in questa stagione superò le attese, diventando il quarto tight nella storia della squadra con almeno 60 ricezioni nella stagione regolare (63), con 615 yard ricevute e 5 touchdown, malgrado i Cowboys avessero perso il loro quarterback titolare Dak Prescott nella settimana 5 contro i New York Giants.

#### Stagione 2021
Schultz disputò 15 gare su 17 come titolare, facendo registrare i nuovi primati personali in ogni categoria statistica, con 78 ricezioni (secondo nella squadra), 808 yard (terzo nella squadra) e 8 touchdown (leader della squadra a pari merito). Fu il secondo tight end nella storia della franchigia a raggiungere le 70 ricezioni in una stagione e il settimo con oltre 100 ricezioni in carriera.
Ebbe 6 ricezioni per 80 yard e 2 touchdown nella settimana 3 contro i Philadelphia Eagles. Ricevette 6 passaggi per 58 yard e un touchdown nel turno successivo contro i Carolina Panthers e 6 ricezioni per 79 yard la settimana seguente contro i Giants. He made 6 receptions for 53 yards and one touchdown in the tenth game against the Kansas City Chiefs. Nell'ultimo turno segnò nuovamente due touchdown contro gli Eagles.
Nei playoff guidò la squadra in ricezioni (7) e yard ricevute (89) nel turno delle wild card, perso per 17–23 contro i San Francisco 49ers.

#### Stagione 2022
I Cowboys decisero di applicare la franchise tag su Schultz prima dell'inizio della stagione. Questi optò per saltare l'ultima settimana degli allenamenti volontari nella speranza di raggiungere un accordo a lungo termine, cosa che non avvenne.
Le attese per Schultz erano quelle di una produzione simile al 2021 per assorbire la perdita di Amari Cooper, ma le speranze furono disattese. Chiuse con 63 ricezioni per 615 yard e 4 touchdown. Un ambito dove ebbe successo fu come ricevitore nella red zone, specialmente nel finale di stagione. Nei playoff segnò tre volte in due partite.
Schultz faticò per un infortunio subito nella gara del secondo turno contro i Cincinnati Bengals. Riaggravò tale infortunio nel quinto turno contro i Rams e nella settimana 7 contro i Detroit Lions. I Cowboys coinvolsero anche i tight end rookie Jake Ferguson e Peyton Hendershot nell'attacco, cosa che gli tolse alcuni snap.
Schultz ebbe 7 ricezioni per 62 yard nel primo turno contro i Tampa Bay Buccaneers, 6 ricezioni per 74 yard nella settimana 8 contro i Chicago Bears, 4 ricezioni per 31 yard e 2 touchdown nella settimana 11 contro i Giants, 7 ricezioni per 56 yard e 2 touchdown nella settimana 16 contro i Tennessee Titans.

### Houston Texans

#### Stagione 2023
Il 24 marzo 2023 Schultz firmò con gli Houston Texans. Nel primo turno di playoff andò a segno nella vittoria sui Cleveland Browns.
Il 5 marzo 2024 Schultz firmò con i Texans un nuovo contratto triennale del valore di 36 milioni di dollari.